# Engen
Pour les articles homonymes, voir Engen (homonymie).
Engen est une ville allemande située dans le Bade-Wurtemberg, dans l'arrondissement de Constance.